# 長平公主
長平公主（ちょうへいこうしゅ、1629年？ - 1646年9月26日（順治3年8月18日））は、明の公主。明の最後の皇帝である崇禎帝の娘である。姓諱は朱媺娖（しゅ びそく）。
一説に朱徽媞（しゅ きてい）とされるが、これは泰昌帝の娘の楽安長公主（長平公主の叔母にあたる）との混同と考えられる。

## 略歴
生母は身分が低くしかも早世したため、周皇后に育てられた。崇禎17年（1644年）、明の滅亡時は16歳で、当時ならば結婚していてもおかしくない年齢であり、すでに周世顕と婚約していたが、崇禎帝は娘かわいさのあまり手許から離そうとせず、世顕との結婚は遅れていた。
李自成率いる軍が北京を攻撃すると、文武百官は皇帝を見捨てて逃亡し、北京は陥落した。崇禎帝は皇子を逃がし、妻妾と娘たちは自らの手で斬った。愛娘の長平公主の番になると、崇禎帝は悲しみのあまり「ああ、そなたはどうして皇帝の娘に生まれてしまったのか！」と泣いたという。しかし、崇禎帝が涙で見えにくくなった目で刀を振るったため、急所はそれて公主は左腕に傷を負ったのみであった。このとき、皇帝に最後まで従っていた宦官の王承恩が機転を利かして「公主様は果てられましたゆえ、遺体を始末いたします」と称し、官女に命じて密かに逃がすよう手配した。また一説によると、翌日の朝、李自成は負傷した袁皇貴妃と長平公主を見て「主上はあまりに残忍な！」と嘆息した、という。長平公主は劉宗敏に引き渡され、李自成軍が敗走した後は周奎（周皇后の父）の家で過ごした。
のちに清の摂政ドルゴンに庇護され、かねてからの婚約者だった周世顕と結婚した。だが長平公主自身は出家して隠棲することを望んでいたという。ドルゴンは長平公主を哀れみ、結婚と私生活のために土地やかつての武清侯李国瑞の屋敷、金、車馬などを与えた。しかし、明の滅亡から2年後に死去した。このとき彼女は懐妊していたという。

## 民間伝説
民間伝説によれば、明の滅亡後に長平公主は尼になり、武芸を身につけ、「独臂神尼」と名乗って反清復明運動に参加し、呂四娘などを弟子としたというが、無論すべて虚構の話である。金庸の小説『碧血剣』の阿九、『鹿鼎記』の九難や、梁羽生の『江湖三女侠』の独臂神尼は、この伝説を元にしている。

## 偽皇太子事件
順治元年（1644年）、周奎の家に明の皇太子朱慈烺を名乗る少年が現れ、周家の家人といさかいを起こした末に清の役人に捕らえられる事件があった。周家の者たちは法廷では、少年が本物の皇太子とは認めなかった。しかし長平公主は、周奎の家で少年と会った際には号泣し、法廷では一貫して少年が自身の兄本人であると主張し続けた。少年は皇太子を騙る偽物として、投獄ののち処刑された。